# Station Weybridge
Weybridge is een spoorwegstation van National Rail in Weybridge, Elmbridge in Engeland. Het station is eigendom van Network Rail en wordt beheerd door South Western Railway. Het station is geopend in 1838.

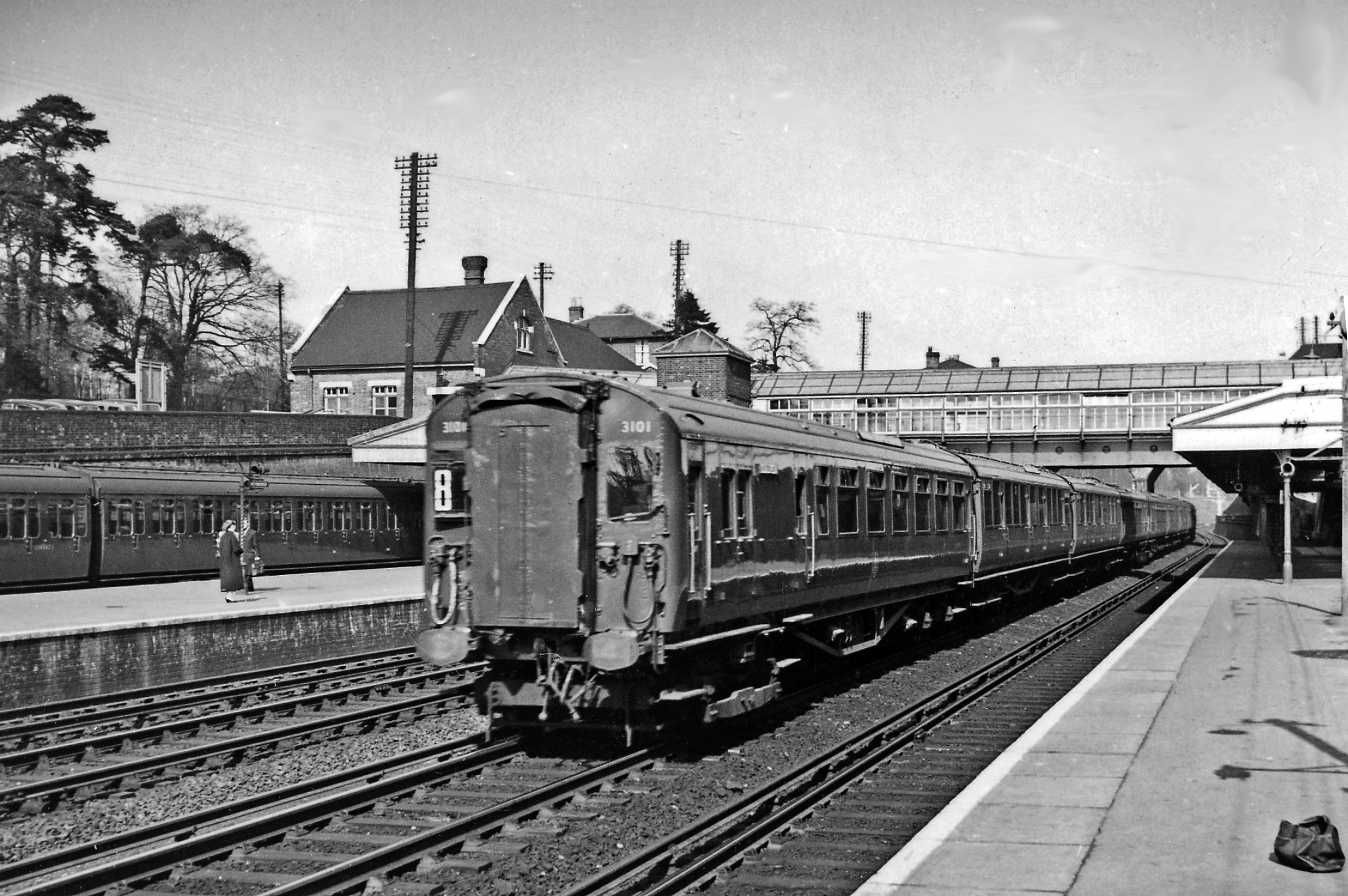
Trein London Waterloo - Portsmouth Harbour, 1958